# Массовое убийство в Тюле
Массовое убийство в Тюле произошло в июне 1944 года, спустя три дня после дня «D» — высадки англо-американских сил в Нормандии. Гражданское население было захвачено и казнено военными из 2-й танковой дивизии СС «Рейх».
После успешного наступления вооружённой группы французского Сопротивления «Фран-тирёр» 7 и 8 июня 1944 года, прибытие частей дивизии «Райх» вынудило маки оставить город Тюль (департамент Коррез, к югу от центра Франции). 9 июня 1944 года, после ареста всех мужчин в возрасте от шестнадцати до шестидесяти, командование СС и СД отдало приказ повесить 120 человек, в итоге 99 из них были повешены. В последующие дни ещё 149 человек были отправлены в концлагерь Дахау (из них 101 человек погиб). В итоге действия вермахта, ваффен-СС и СД привели к гибели 213 гражданских жителей Тюля.
Спустя день части той же дивизии «Райх» совершили массовое убийство в деревне Орадур-сюр-Глан.

## Предыстория

### 2-я танковая дивизия СС «Рейх»
К началу 1944 года понеся тяжёлые потери на Восточном фронте 2-я танковая дивизия СС «Рейх» под командованием группенфюрера СС Хайнца Ламмердинга перегруппировалась в области Валанс-д’Ажен, готовясь отбыть на Западный фронт. Дивизия готовилась встретить предполагаемую высадку 18 тыс. солдат союзников при поддержке лёгких бронемашин и танков.
Существуют несколько теорий объясняющих участие дивизии в массовых убийствах. Согласно Питеру Либу личный состав дивизии фанатично верил в идеи национал-социализма, имел боевой опыт на Восточном фронте и смотрел на себя как на элитное подразделение и уже участвовал в боях с французским Сопротивлением.
После высадки в Нормандии 2-я танковая дивизия СС «Рейх» получила приказ выдвинуться в район между Тюлем и Лиможем, чтобы подавить маки, которые во взаимодействии со вторжением Союзников усилили активность против германских интересов и сил. Гитлер высказал желание, чтобы в связи с увеличением активности маки против них выступили силы дивизии.
Приказ вступить в бой с партизанами (известный как приказ «Сперрл») отдал заместитель главнокомандующего Западным фронтом. Согласно приказу дивизия должна была немедленно при любой возможности атаковать «террористов». Гибель гражданских считалась прискорбной, но ответственным за это являлись «террористы». Приказ также требовал обеспечить безопасность района со всеми его жителями, любой дом используемый Сопротивлением должен быть сожжён. В приказах командира дивизии упоминалась точная тактика: «Сопротивление должно быть разгромлено путём обхода с флангов». 5 июня 1944 года генерал СС Ламмердинг одобрил применение подавляющих мер, используемых на Восточном фронте для подавления маки. Его программа включала такие меры как контрпропаганду и дискриминацию и другие действия, чтобы «повернуть народ против террористов». Были одобрены массовые аресты, оккупация важных населённых пунктов и реквизиция транспортных средств. В приказе было написано: «за каждого немца, раненого или убитого мы убьём десятерых террористов». Основной целью приказа было отделить бойцов Сопротивления от остальных французских граждан и настроить народ против них.
C начала мая до 9 июня дивизия, особенно полк «Фюрер» провела масштабные поиски поддерживающих Сопротивление и антипартизанские операции. В ходе этих действий шестьдесят партизан были убиты и двадцать были отправлены в трудовые лагеря. По оценкам сотня гражданских была убита при различных обстоятельствах, сотни домов были сожжены.

### Германские облавы в Коррезе
В связи с активностью Сопротивления в районе, департамент Коррез и в особенности город Тюль и его окрестности стали местом для частых посещений представителей германских секретных служб. В 1944 году в Тюль прибыл отряд СД в 12 человек под начальством командующего полицией и секретными службами в Лиможе. Эти люди под руководством гауптштурмфюрера СС Фридриха Кортена и части североафриканского легиона под командованием Анри Лафона устроили облаву на маки.
В апреле 1944 года они систематически прочёсывали район вместе с силами дивизии под командованием генерал-майора Вальтера Бремера. В эти временное объединённые силы входили первый полк 325-й охранной дивизии и грузинцы из 799-го пехотного батальона, набранного из военнопленных Красной армии. С 1 по 7 апреля 1944 года дивизия Бремера арестовала 3 тыс. Человек, в деревне Лонзак было убито 17 человек и сожжено 24 дома, в Бриве было арестовано 300 человек и отправлено в рабочие лагеря в Германию. Всего в ходе операций дивизии Бремера против Сопротивления было проведено 1500 арестов,55 расстрелов, 128 преступлений или нападений в 92 населённых пунктах, убито 200 евреев, но не было прямого противостояния с маки. Дивизия Бремера покинула Коррез в мае, также опустошив Дордонь и От-Вьен. Облава в частности объясняет действия Сопротивления в Тюле, надеявшихся остановить страдания населения.